# Chilopoda
Classe
Ordres de rang inférieur
- Geophilomorpha
- Lithobiomorpha
- Scolopendromorpha
- Scutigeromorpha

Classification phylogénétique
- Cuticulates
  - Gastrotriches
  - Ecdysozoaires
    - Panarthropodes
      - Onychophores
      - Tardigrades
      - Euarthropodes
        - Chélicériformes
          - Pycnogonides
          - Chélicérates
            - Mérostomes
            - Arachnides

        - Mandibulates
          - Myriapodes
            - Chilopodes
            - Diplopodes
            - Pauropodes
            - Symphyles

          - Pancrustacés
            - Rémipèdes
            - Céphalocarides
            - Maxillopodes
            - Branchiopodes
            - Malacostracés
            - Hexapodes

    - Introvertés

Les Chilopoda (Chilopodes ou Centipèdes en français) sont une classe d'arthropodes myriapodes communément appelés « mille-pattes » (tout comme les diplopodes). Chacun des nombreux segments des chilopodes porte une paire de pattes sauf le premier dont la paire d'appendices est transformée en paire de crochets à venin appelés « forcipules »  (du latin forceps, « tenaille »). Cette particularité unique parmi les myriapodes définit leur classe. La morsure des plus grandes espèces est douloureuse pour un humain adulte et peut parfois être très dangereuse pour un enfant.
Les chilopodes sont prédateurs d'autres arthropodes ou de vers. Ils sont tous terrestres mais ont besoin d'un milieu humide car leur cuticule ne possède pas de couche de cire leur permettant de résister à la déshydratation. Ce sont des espèces lucifuges (qui fuient la lumière).
Ils jouent un rôle important dans les communautés d'espèces qui contribuent à la production du sol et en particulier de l'humus.

## Description
Ces espèces ont un corps plus ou moins allongé, le plus souvent aplati dorso-ventralement, divisé en trois parties (tête, tronc et telson), mesurant de 2 à 5 cm de longueur. Elles ont une couleur jaune ou brun qui peut être nuancée de vert ou de roux. Le tronc est composé d'au moins 16 segments portant généralement une paires de pattes ambulatoires, ce qui les distingue des diplopodes. La paire antérieure s'est transformée en crochets à venin (maxillipèdes appelés pattes-mâchoires ou forcipules, correspondant à des appendices multiarticulés) et leur servent à tuer leurs proies (de petits invertébrés, voire des vertébrés pour les scolopendres) qu'elles détectent grâce à leurs antennes tactiles et olfactives multiarticulées (dont le nombre d’articles est variable, en moyenne vingt). Ces invertébrés lucifuges sont généralement nocturnes et ont des modes de vie variés.

## Évolution
Dès le Silurien, les paléontologues ont la preuve de l'existence de petits arthropodes terrestres qui ont suivi de près la colonisation des continents par les plantes (fossiles de mille-pattes, d'araignées, d'acariens et de collemboles, ces animaux en recyclant la matière organique participent à la formation des sols). Le plus vieux fossile actuellement connu de Chilopodes est Pneumodesmus newmani daté de 428 Ma.

## Classification
La classe des Chilopoda est divisée en cinq ordres.
Ce sont des espèces relativement discrètes. L'inventaire mondial n'en est donc pas complet. On en compte au début du XXIe siècle environ 3 500 espèces catégorisées via les taxons nommés ci-après :
Selon Catalogue of Life (26 mai 2012) :
- ordre des Craterostigmomorpha
  - famille des Craterostigmidae
- ordre des Geophilomorpha
  - famille des Aphilodontidae
  - famille des Ballophilidae
  - famille des Dignathodontidae
  - famille des Eriphantidae
  - famille des Eucratonychidae
  - famille des Geophilidae
  - famille des Gonibregmatidae
  - famille des Himantariidae
  - famille des Linotaeniidae
  - famille des Macronicophilidae
  - famille des Mecistocephalidae
  - famille des Neogeophilidae
  - famille des Oryidae
  - famille des Schendylidae
  - famille des Tampiyidae
- ordre des Lithobiomorpha
  - famille des Henicopidae
  - famille des Lithobiidae
- ordre des Scolopendromorpha
  - famille des Cryptopidae
  - famille des Scolopendridae
  - famille des Scolopocryptopidae
- ordre des Scutigeromorpha
  - famille des Pselliodidae
  - famille des Scutigeridae
  - famille des Scutigerinidae

### Quelques espèces importantes
- Ordre des Geophilomorpha
  - Geophilidae
    - Geophilus — les géophiles
      - Geophilus carpophagus
      - Geophilus electricus

  - Schendylidae
  - Himantarium gabrielis
- Ordre Lithobiomorpha
  - Lithobiidae
    - Lithobius — les lithobies
      - Lithobius forficatus
- Ordre des Scolopendromorpha
  - Scolopendridae
    - Scolopendra — les Scolopendres
      - Scolopendra cingulata
      - Scolopendra subspinipes
      - Scolopendra gigantea

  - Cryptopidae
    - Cryptops
      - Cryptops hortensis
- Ordre Scutigerida
  - Scutigeridae
    - Scutigera — les scutigères
      - Scutigera coleoptrata — les scutigères véloces

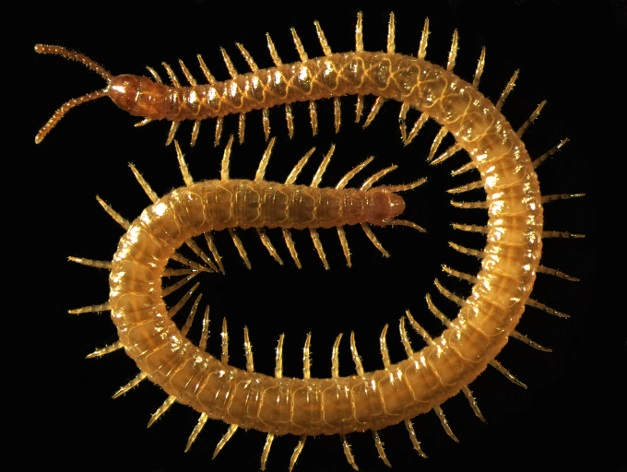
Strigamia maritima (Geophilomorpha).
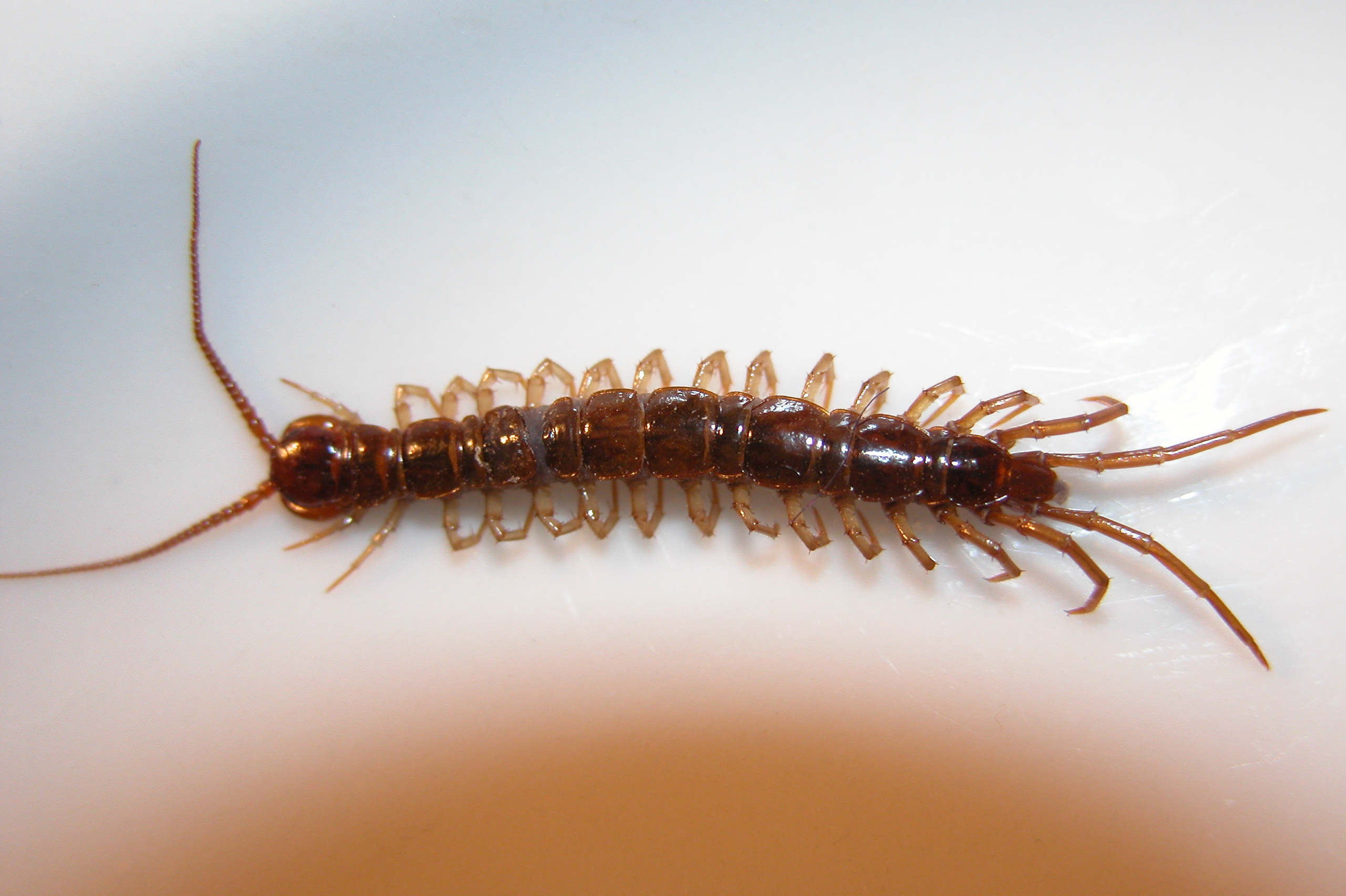
Lithobius forficatus (Lithobiomorpha).
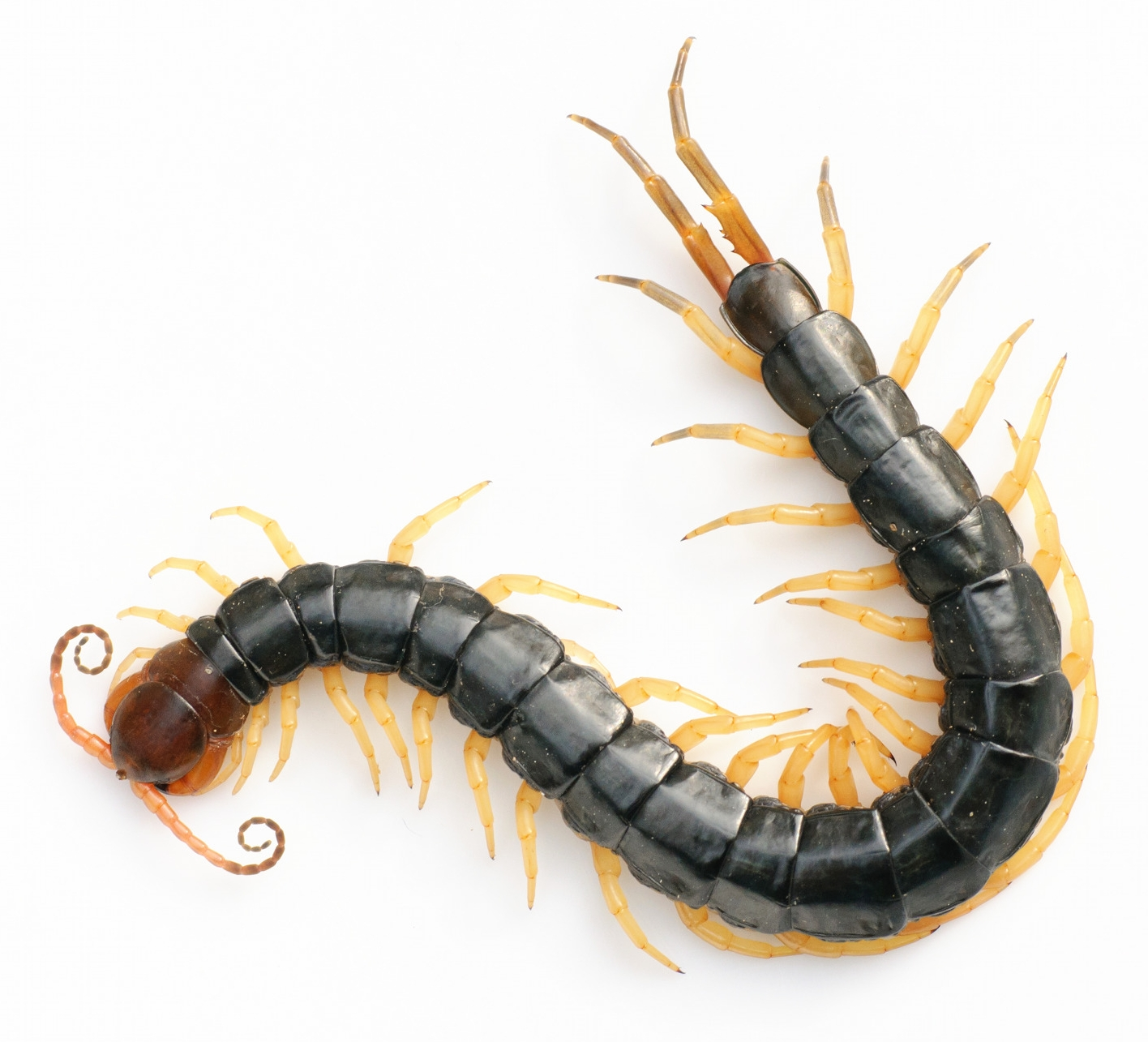
Scolopendra subspinipes (Scolopendromorpha).
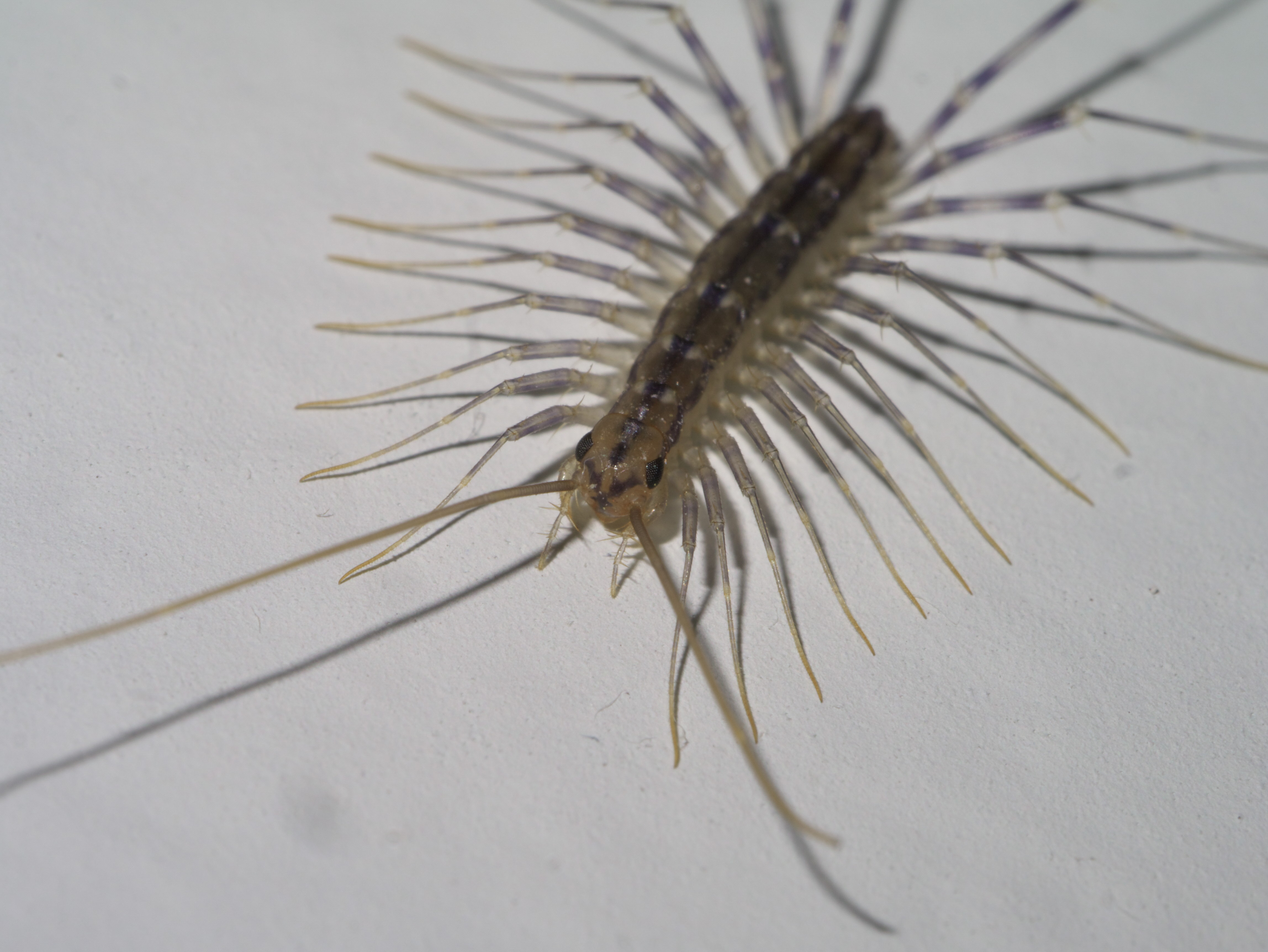
Scutigera coleoptrata (Scutigeromorpha).
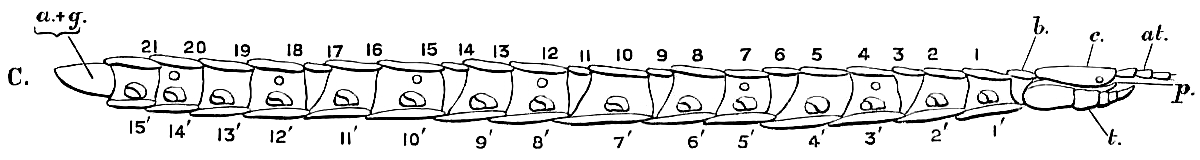
Craterostigmus sp. (Craterostigmomorpha).

## En France
De nouvelles espèces ou sous-espèces sont encore découvertes, en France, dont certaines sont endémiques. Lithobius delfossei Iorio & Geoffroy, 2007, et Lithobius subtilis geoffroyi Iorio & Berg, 2007, ont été récemment découvertes dans les collections du MNHN. Elles s'ajoutent à la centaine de taxons connus (dont vingt sont endémiques).

## Dans la culture

### Cinéma
- The Human Centipede est un film d'horreur de Tom Six sorti en 2009. Josef Heiter est un chirurgien fou voulant créer un centipède-humain en connectant chirurgicalement ses victimes bouche à anus.
- 1 001 Pattes est un film d'animation des studios Pixar et Walt Disney Pictures datant de 1998.
- Le mille-pattes fait des claquettes est un film français de Jean Girault sorti en 1977.

### Littérature
- Pat le mille-pattes est le 19e album des Drôles de petites bêtes.
- Dans One Punch Man, Scolopendre Aînée est un monstre de niveau fléau membre de l'Association des Monstres.
- Les 1000 pattes est une bande dessinée française se centrant sur des routiers.
- La bande dessinée Mickey et les Mille Pat est un jeu de mots avec le personnage de Pat Hibulaire, de l'univers de Mickey Mouse.

### Jeux vidéo
- Centipede est un jeu développé par Atari sorti d'abord en 1981 sur borne d'arcade avant de recevoir beaucoup de reportages et de remakes modernes, il s'agit d'un shoot 'em up.
- Les Pokémons Grillepattes et son évolution Scolocendre de la huitième génération.
- Les Mille-pattes sont des ennemis dans Final Fantasy.
- Dans le jeu Uragun développé par Kool2Play et sorti en 2021, le centipède est un mini-boss connu pour la difficulté de le vaincre.